# Esténoz
Esténoz es un concejo y localidad española del municipio de Guesálaz, perteneciente a la Comunidad Foral de Navarra.

## Toponimia
El lugar se conoce en euskera como Estenotz.

## Geografía
La localidad se encuentra en la merindad de Estella, en la comarca de Estella Oriental.

## Historia
Hacia mediados del siglo XIX, el lugar, ya por entonces perteneciente a Guesálaz, tenía contabilizada una población de 109 habitantes. Aparece descrito en el séptimo volumen del Diccionario geográfico-estadístico-histórico de España y sus posesiones de Ultramar de Pascual Madoz con las siguientes palabras:

ESTENOZ: l. del ayunt. y valle de Guesalaz, en la prov., y c. g. de Navarra, aud. terr. y dióc. de Pamplona (5 1/2 leg.), part. jud. de Estella (2 1/2). sit. al S. de los montes de Andia, con clima templado y sano: tiene 19 casas, igl. parr. (San Martin), servida por un cura abad; cementerio, una ermita (San Miguel), una fuente para surtido de los vec. y 4 mas en el térm. Confina este N. Muez; E. Arzoz; S. Muzquiz, y O. Yerri, siendo su estension 1/2 leg. de N. á S. y 3/4 de E. á O. El terreno es de mediana calidad: le bañan y fertilizan el r. Salado y un arroyo que tiene su orígen en la fuente de Arzoz, y cruza todo el térm. de E. á O. hasta confundirse en el espresado r.: hay bastantes álamos blancos y algunos nogales. Los caminos son locales, y se hallan en regular estado. El correo se recibe de Estella por el balijero del valle. prod. trigo, avena, escandia, vino, maiz y legumbres; cria ganado vacuno, lanar y mular, caza de perdices, conejos, liebres y codornices, y pesca de truchas, barbos y anguilas. ind.: un molino harinero. pobl.: 21 vec. y 109 alm. contr.: con el valle. (V.)
(Madoz, 1847, p. 605)

En 2023, la entidad singular de población tenía empadronados 24 habitantes y el núcleo de población, también 24.

## Patrimonio

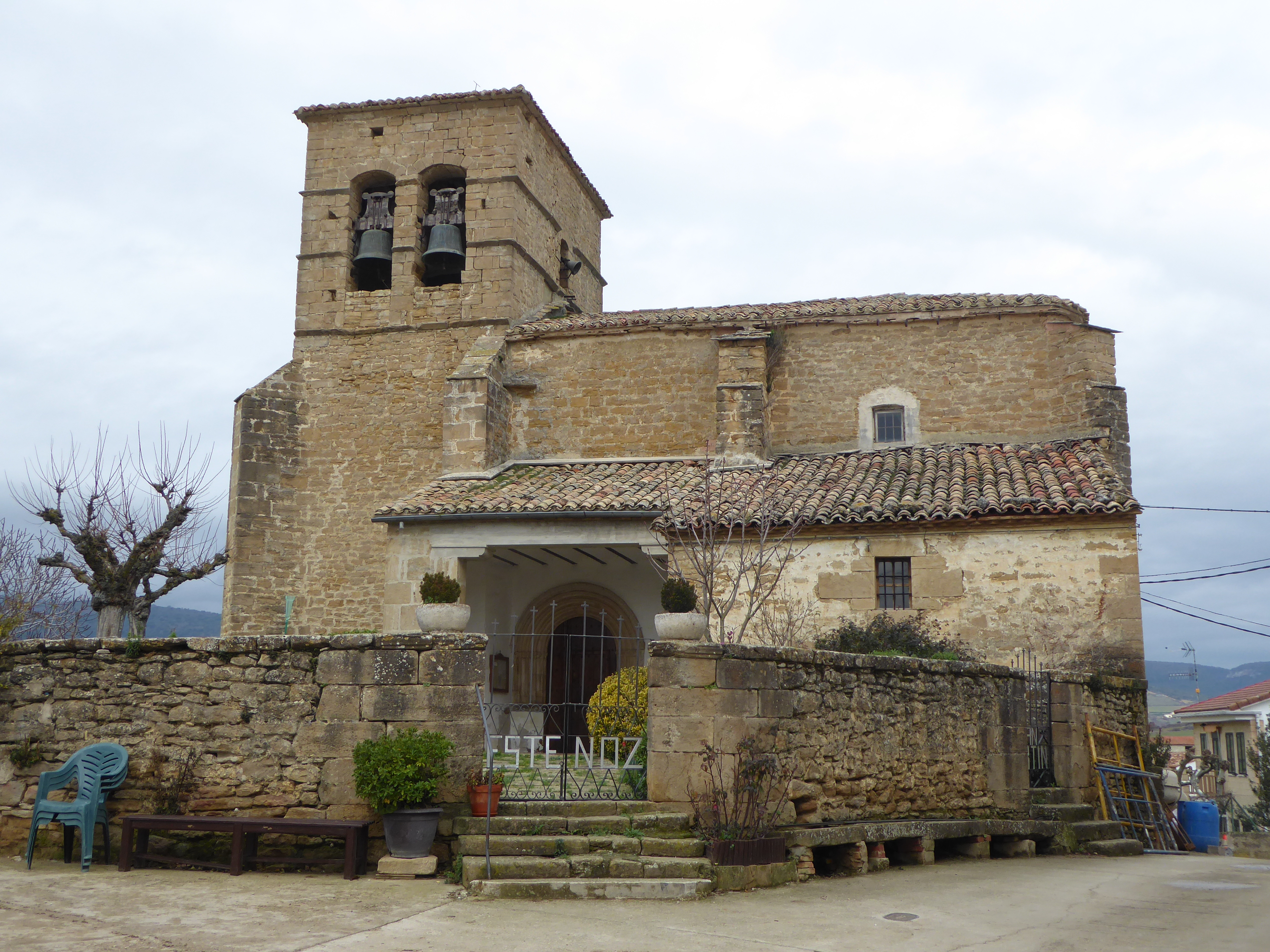
La iglesia de San Martín

Hay en la localidad una iglesia de San Martín.